# 1504
1504. је била преступна година.

## Догађаји

### Датум непознат
- Википедија:Непознат датум — Завршен Рат за Напуљ
- Википедија:Непознат датум — Иваниш Бериславић (ум. 1514) добија титулу српски деспот и јајачки бан. Истакао се у борбама против Турака у Босни.

## Рођења

### Фебруар
- 29. мај — Антун Вранчић, хрватски хуманиста

## Смрти

### Април
- 20. април — Филипино Липи, италијански сликар

### Септембар
- 26. новембар — Изабела I од Кастиље, краљица Кастиље и Леона